# Provinciehoofdsteden van Kroatië
In dit overzicht staan de Provinciehoofdsteden van Kroatië. Kroatië kent 21 provincies, met elk een bestuurlijk centrum in de vorm van een provinciehoofdstad. De stad Zagreb is zowel de hoofdstad van de provincie Zagreb als van de stad Zagreb die ook als provincie bestuurd wordt.
| #   | Provincie             | Hoofdstad      |
| 1.  | Provincie Zagreb      | Zagreb         |
| 2.  | Krapina-Zagorje       | Krapina        |
| 3.  | Sisak-Moslavina       | Sisak          |
| 4.  | Karlovac              | Karlovac       |
| 5.  | Varaždin              | Varaždin       |
| 6.  | Koprivnica-Križevci   | Koprivnica     |
| 7.  | Bjelovar-Bilogora     | Bjelovar       |
| 8.  | Primorje-Gorski Kotar | Rijeka         |
| 9.  | Lika-Senj             | Gospić         |
| 10. | Virovitica-Podravina  | Virovitica     |
| 11. | Požega-Slavonië       | Požega         |
| 12. | Brod-Posavina         | Slavonski Brod |
| 13. | Zadar                 | Zadar          |
| 14. | Osijek-Baranja        | Osijek         |
| 15. | Šibenik-Knin          | Šibenik        |
| 16. | Vukovar-Srijem        | Vukovar        |
| 17. | Split-Dalmatië        | Split          |
| 18. | Istrië                | Pazin          |
| 19. | Dubrovnik-Neretva     | Dubrovnik      |
| 20. | Međimurje             | Čakovec        |
| 21. | Stad Zagreb           | Zagreb         |

Bjelovar · Čakovec · Dubrovnik · Gospić · Karlovac · Koprivnica · Krapina · Osijek · Pazin · Požega · Rijeka · Šibenik · Sisak · Slavonski Brod · Split · Varaždin · Virovitica · Vukovar · Zadar · Zagreb